# Aygek
Aygek (en arménien Այգեկ) est une communauté rurale du marz d'Armavir, en Arménie. Elle compte 1 634 habitants en 2009.